# Tarda de pluja
Tarda de pluja, també coneguda com El porxo del jardí, és una pintura sobre tela feta per Santiago Rusiñol el 1889 i conservada a la Biblioteca Museu Víctor Balaguer amb el número de registre 3817 d'ençà que hi va ingressar, el 26 de març de 1890. Aquest quadre, Rusiñol el va pintar durant el viatge en carro que va fer per Catalunya amb Ramon Casas i va ser exposat a la Sala Parés juntament amb l'obra La vídua, del mateix Casas, i altres obres d'artistes modernistes el mateix 1890. Poc després, els autors les van donar a Víctor Balaguer perquè les incorporés al seu museu, la Biblioteca Museu Víctor Balaguer. L'obra va ser robada el 1981 i es va recuperar el 1983.

## Conservació i restauració
El 1985 se'n va fer un reentelatge i una reintegració.